# Bladlussteklar
Bladlussteklar (Aphidiinae), underfamilj i parasitstekelfamiljen bracksteklar (Braconidae). Gruppen är utbredd över hela världen, men med flest arter i tempererade och subtropiska områden. Totalt är ca. 660 arter kända varav 120 i Sverige.
Alla arter parasiterar bladlös, där de är s.k. endoparasitoider (se parasitoid). Den fullbildade honan lägger ett ägg i en bladlus, i regel en nymf i andra eller tredje stadiet. När stekellarven kläckts livnär den sig först av celler som flyter i kroppsvätskorna men till slut äter den bladlusens alla inre vävnader. Inför förpuppningen spinner larven en kokong kallad mumie, i regel inuti den uttänjda bladlusen, men larver av bl.a. släktet Praon spinner sin kokong under den tomma bladlusen – se foto. När den fullbildade bladlusstekeln kläckts biter den upp ett runt utgångshål med skarpa kanter i mumien. Olika grupper av bladlussteklar gör mumier av olika färg. T.ex. gör släktet Aphidius, där A. rosae är en vanlig parasit på rosenbladlusen Macrosiphum rosae på rosor, glänsande kopparfärgade mumier. Arter i släktet Ephedrus gör svarta mumier och Trioxys nästan vita.
Flertalet bladlussteklar är mellan 1 och 4 mm långa, enstaka arter upp till 7 mm. Vingnervaturen skiljer sig påtagligt mellan olika släkten, där många arter har starkt reducerade (dvs. saknade) vingribbor. Bakkroppen är påtagligt böjbar mellan 2:a och 3:e bakkroppssegmentet och när honan ska lägga ett ägg i en bladlus viker hon bakkroppen under sig och framåt mellan benen så att äggläggningsröret når framför det egna huvudet.
Bladlussteklar används för biologisk bekämpning av bladlöss, speciellt i växthus men även i odlingar på friland. För dessa ändamål har några arter även flyttats mellan länder och kontinenter.
Inte sällan parasiteras bladlusstekellarven i sin tur av andra parasitsteklar kallade hyperparasitoider, bl.a. i släktena Asaphes (familjen puppglanssteklar Pteromalidae), Dendrocerus (familjen trefåresteklar Megaspilidae) och Alloxysta (familjen glattsteklar Figitidae). Ur bladlusmumien kommer då i stället för bladlusstekeln en hyperparasitoid, vilken lämnar mumien genom ett uppgnagt utgångshål med ojämna kanter.